# Arquidiócesis de Zagreb
La arquidiócesis de Zagreb (en latín: Archidioecesis Zagrebien(sis) y en croata: Zagrebačka nadbiskupija) es una circunscripción eclesiástica latina de la Iglesia católica en Croacia, sede metropolitana de la provincia eclesiástica de Zagreb. La arquidiócesis tiene al arzobispo cardenal Josip Bozanić como su ordinario desde el 5 de julio de 1997. 

## Territorio y organización

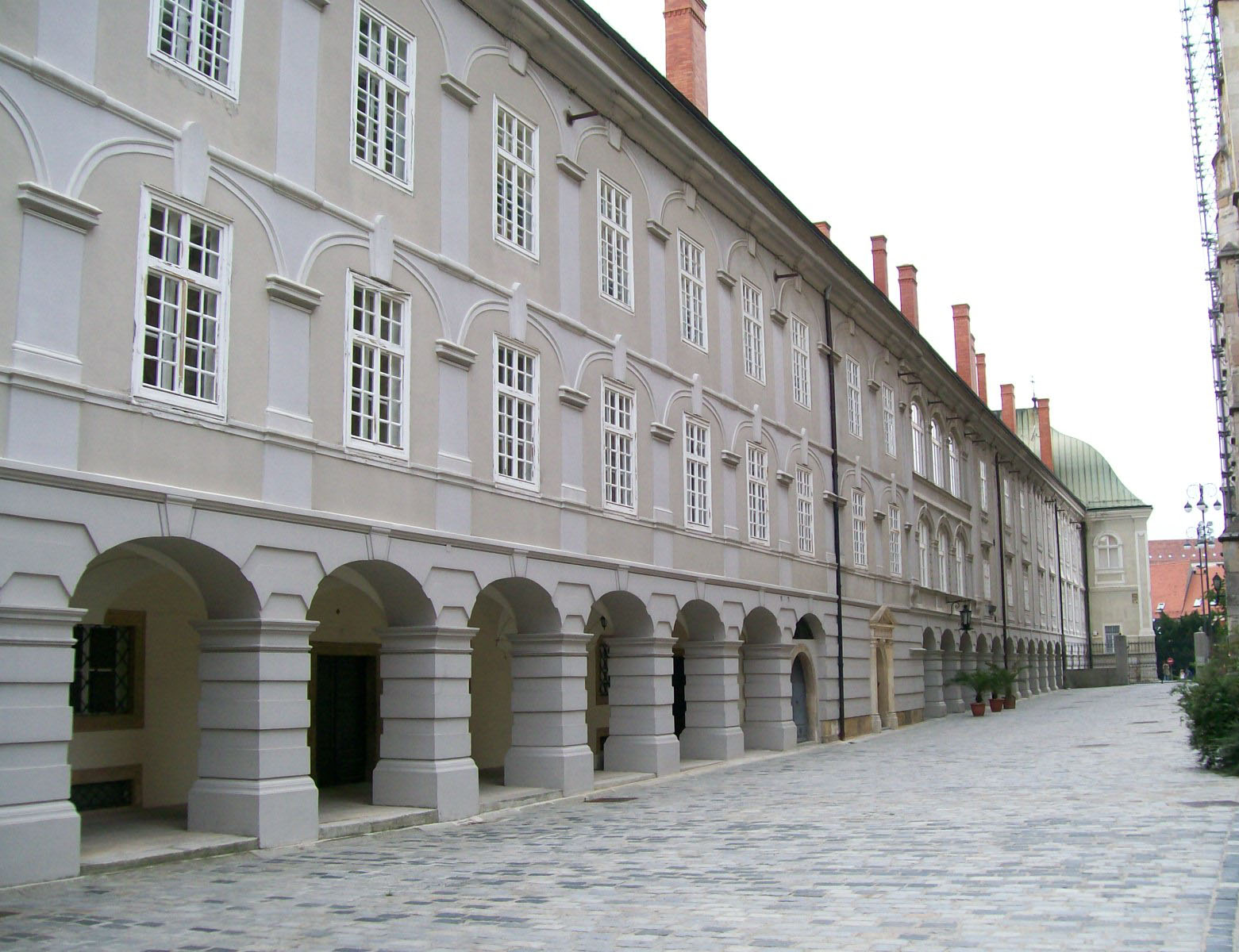
Palacio arzobispal

La arquidiócesis tiene 4246 km² y extiende su jurisdicción sobre los fieles católicos de rito latino residentes en la ciudad de Zagreb y el condado de Krapina-Zagorje y en parte de los condados de Karlovac y Zagreb.
La sede de la arquidiócesis se encuentra en la ciudad de Zagreb, en donde se halla la Catedral de la Asunción de María y de los Santos Esteban y Ladislao.
En 2020 en la arquidiócesis existían 205 parroquias agrupadas en 21 decanatos.
La arquidiócesis tiene como sufragáneas a las diócesis de: Bjelovar-Križevci, Sisak,  Varaždin y a la eparquía de Križevci.

## Historia
La diócesis de Zagreb fue erigida en 1093 en el territorio de la antigua diócesis de Siscia (hoy Sisak), que había sido erigida en el siglo III y abandonada en el siglo VII. Un intento anterior de restablecer la diócesis se hizo en 925 en el Sínodo de Split. La erección de la diócesis se debe a una iniciativa del rey Ladislao I de Hungría, aliado del antipapa Clemente III. El desacuerdo con la Santa Sede que siguió fue resuelto solo en 1227 por el papa Gregorio IX.
Originalmente, la diócesis de Zagreb era sufragánea de Estrigonia, pero a partir de 1180 se convirtió en sufragánea de Kalocsa. Como tal, la diócesis adoptó el rito estrigoniense. En 1511 se imprimió un Missale Zagrabiense, derivado del Missale Strigoniense de 1484, que permaneció en uso hasta 1788, cuando el Missale Strigoniense ya había caído en desuso durante 150 años.
El 17 de junio de 1777 cedió una parte de su territorio para la erección de la diócesis de Szombathely mediante la bula Relata semper del papa Pío VI.
Durante muchos siglos los obispos de Zagreb intentaron escapar de la dependencia de la Iglesia húngara. El papa Pío IX cumplió este deseo con la bula Ubi primum placuit del 11 de diciembre de 1852 que elevó la sede de Zagreb al rango de arquidiócesis metropolitana.
El 5 de julio de 1997 cedió parte de su territorio para la erección de las diócesis de Požega (mediante la bula Praeclarum evangelizationis) y Varaždin (mediante la bula Clarorum sanctorum) por el papa Juan Pablo II.
El 5 de diciembre de 2009 cedió más porciones de territorio para la erección de las diócesis de Bjelovar-Križevci (mediante la bula De maiore spirituali bono) y Sisak (mediante la bula Antiquam fidem) por el papa Benedicto XVI.

## Estadísticas
De acuerdo al Anuario Pontificio 2021 la arquidiócesis tenía a fines de 2020 un total de 999 899 fieles bautizados.
| Año                                                                             | Población            | Población | Población      | Sacerdotes | Sacerdotes    | Sacerdotes    | Bautizados por sacerdote | Diáconos permanentes | Religiosos | Religiosos | Parroquias |
| Año                                                                             | Bautizados católicos | Total     | % de católicos | Total      | Clero secular | Clero regular | Bautizados por sacerdote | Diáconos permanentes | Varones    | Mujeres    | Parroquias |
| ------------------------------------------------------------------------------- | -------------------- | --------- | -------------- | ---------- | ------------- | ------------- | ------------------------ | -------------------- | ---------- | ---------- | ---------- |
| 1950                                                                            | 1 900 000            | 2 353 000 | 80.7           | 817        | 612           | 205           | 2325                     |                      | 359        | 1298       | 385        |
| 1970                                                                            | 1 900 000            | 2 300 000 | 82.6           | 755        | 494           | 261           | 2516                     |                      | 540        | 1642       | 414        |
| 1980                                                                            | 2 000                | 2 350 000 | 85.1           | 883        | 597           | 286           | 2265                     |                      | 435        | 1572       | 459        |
| 1990                                                                            | 1 819 550            | 2 194 000 | 82.9           | 854        | 551           | 303           | 2130                     |                      | 503        | 1475       | 489        |
| 1999                                                                            | 1 381 336            | 1 670 432 | 82.7           | 646        | 382           | 264           | 2138                     |                      | 421        | 1503       | 294        |
| 2000                                                                            | 1 381 982            | 1 671 324 | 82.7           | 661        | 380           | 281           | 2090                     |                      | 108        | 1374       | 296        |
| 2001                                                                            | 1 380 298            | 1 670 243 | 82.6           | 653        | 372           | 281           | 2113                     |                      | 398        | 1337       | 298        |
| 2002                                                                            | 1 365 985            | 1 639 432 | 83.3           | 667        | 378           | 289           | 2047                     |                      | 398        | 1366       | 307        |
| 2003                                                                            | 1 456 214            | 1 645 123 | 88.5           | 699        | 413           | 286           | 2083                     |                      | 384        | 1305       | 310        |
| 2004                                                                            | 1 455 983            | 1 644 956 | 88.5           | 722        | 394           | 328           | 2016                     |                      | 419        | 1317       | 312        |
| 2010                                                                            | 1 101 900            | 1 237 650 | 89.0           | 568        | 304           | 264           | 1939                     | 7                    | 518        | 1067       | 203        |
| 2014                                                                            | 1 081 539            | 1 239 708 | 87.2           | 570        | 326           | 244           | 1897                     | 15                   | 391        | 1129       | 206        |
| 2017                                                                            | 1 002 923            | 1 211 298 | 82.8           | 579        | 331           | 239           | 1759                     | 15                   | 412        | 1036       | 205        |
| 2020                                                                            | 999 899              | 1 195 000 | 83.7           | 579        | 333           | 246           | 1726                     | 14                   | 386        | 908        | 205        |
| Fuente: Catholic-Hierarchy, que a su vez toma los datos del Anuario Pontificio. |                      |           |                |            |               |               |                          |                      |            |            |            |

## Episcopologio
- Duh von Hahót † (1093-?)
- Bartolomej † (1098-1102)
- Sigismund † (1102)
- Manases † (1103-1113)
- Francika † (1116-1131 nombrado obispo de Kalocsa y Bács)
- Macilin † (1131-circa 1142 renunció)
- Verblen † (1142-1155)
- Gotšald † (1156-1161)
- Bernald von Catalaunia † (1162-1170 o 1172)
- Prodan † (1170 o 1172-5 de mayo de 1175 o 1185 falleció)
- Ugrin † (1175 o 1185-1188)
- Dominik † (1190-1206 falleció)
- Gothard † (1206-1214)
- Stjepan I † (1215-1225)
- Stjepan Babonić † (1225-10 de julio de 1247 falleció)[10]
- Fülöp Szentgróti † (1 de octubre de 1248-11 de febrero de 1262 nombrado arzobispo de Esztergom)
  - Farkazij † (1263) (obispo electo)
- Timotej † (24 de septiembre de 1263-4 de abril de 1287 falleció)
- Anton I † (circa de mayo de 1287-4 de noviembre de 1287 falleció)
- Iwan I † (1288-13 de octubre de 1295 falleció)
- Mihály Bői † (1295-4 de noviembre de 1303 nombrado arzobispo de Esztergom)
- Beato Augustin Kažotić, O.P. † (9 de diciembre de 1303-21 de agosto de 1322 nombrado obispo de Lucera)
- Giacomo de Corvo, O.P. † (21 de agosto de 1322-13 de marzo de 1326 nombrado obispo de Quimper)
- Ladislav von Kabola † (13 de marzo de 1326-24 de marzo de 1343 nombrado arzobispo de Kalocsa y Bács)
- Giacomo da Piacenza † (24 de marzo de 1343-1348)
- Dionizije Lacković † (1349-11 de enero de 1350 nombrado arzobispo de Kalocsa y Bács)
- Miklós Keszei † (11 de enero de 1350-4 de agosto de 1356 nombrado arzobispo de Kalocsa y Bács)
- Stjepan Kaniški † (4 de agosto de 1356-circa 1375 falleció)
- Dömötör Vaskúti † (23 de enero de 1376-1379 nombrado arzobispo de Esztergom)
- Pavao von Horvata † (2 de septiembre de 1379-1386 depuesto)
- Ivan Smilo Bohemus † (4 de junio de 1386-1394)
- Ivan Šipuški † (2 de enero de 1395-1397 renunció)
- Eberhard Alben † (16 de julio de 1397- abril de 1406 nombrado obispo de Oradea)
- Andrea Scolari † (de abril de 1406-11 de agosto de 1410 nombrado obispo de Oradea)
- Eberhard Alben † (11 de agosto de 1410-1419 o 1420 falleció) (por segunda vez)
- Johannes Albeni (Ivan Alben)† (26 de febrero de 1421-1433 falleció)
  - Sede vacante (1433-1438)
  - Abel Kristoforov † (5 de mayo de 1438-1440 renunció) (administrador apostólico)
- Benedikt de Zolio † (29 de julio de 1440-13 de febrero de 1447 nombrado obispo de Tenin)
- Demetrij Čupor Moslavački † (13 de febrero de 1447-18 de julio de 1453 nombrado obispo de Tenin)
- Benedikt de Zolio † (18 de julio de 1453-1454 falleció) (por segunda vez)
- Toma de Debrenthe (Tamás Debrenthey) † (11 de octubre de 1454-13 de enero de 1463 nombrado obispo de Nitra)
- Demetrij Čupor Moslavački † (14 de junio de 1465-14 de abril de 1466 nombrado obispo de Győr) (por segunda vez)
- Osvald Thuz † (17 de abril de 1466-después del 15 de abril de 1499 falleció)
- Luka Baratin de Segedino † (24 de julio de 1500-22 de septiembre de 1510 falleció)
  - Ivan Bakač Erdödy † (9 de mayo de 1511-1519 renunció) (obispo electo)[11]
- Šimun Erdödy † (23 de marzo de 1519-2 de junio de 1543 falleció)
- Nikolaus Olaho (Nikola Olah) † (1543-4 de julio de 1550 nombrado obispo de Eger)[12]
  - Wolfang Vuk de Gyula? † (1548-1550)
- Pavao Gregorijanec † (4 de julio de 1550-3 de agosto de 1554 nombrado obispo de Győr)
  - Sede vacante (1554-1560)
- Matija Bruman † (17 de julio de 1560[13] -18 de agosto de 1563 falleció)
- Juraj Drašković von Trakošćan † (22 de marzo de 1564-27 de octubre de 1578 nombrado obispo de Győr)
- Ivan Kranjčić Moslavački † (29 de octubre de 1578-3 de noviembre de 1584 falleció)
- Petar Herešinec † (8 de marzo de 1585-26 de octubre de 1587 nombrado obispo de Győr)
- Gašpar Stankovački † (20 de marzo de 1589-1596 falleció)
  - Sede vacante (1596-1600)
- Miklós Zelniczey Naprady † (15 de diciembre de 1600-24 de diciembre de 1602 falleció)
- Šimun Bratulić, O.S.P.P.E. † (13 de septiembre de 1603-1611 falleció)
- Petar Domitrović † (15 de julio de 1613-17 de junio de 1628 falleció)
- Franjo Ergelski Hasanović † (17 de diciembre de 1629-11 de abril de 1637 falleció)
- Benedikt Vinković † (28 de abril de 1642-2 de diciembre de 1642 falleció)
- Martin Bogdan † (3 de agosto de 1643-10 de diciembre de 1647 falleció)
- Petar Petretić † (1 de febrero de 1649-3 de agosto de 1667 nombrado arzobispo de Kalocsa y Bács)
- Martin Borković † (11 de junio de 1668-31 de octubre de 1687 falleció)
- Aleksandar Ignacije Mikulić Brokunovečki † (11 de octubre de 1688-11 de mayo de 1694 falleció)
- Stjepan Seliščević † (10 de enero de 1695-1 de abril de 1703 falleció)
- Martin Brajković † (14 de enero de 1704-4 de junio de 1708 falleció)
- Imre Esterházy, O.S.P.P.E. † (9 de septiembre de 1709-17 de marzo de 1727[14] nombrado arzobispo de Esztergom)
- Juraj Branjug † (26 de noviembre de 1727-28 de abril de 1748 falleció)
- František Xaver Klobušický † (2 de diciembre de 1748-20 de diciembre de 1751 nombrado arzobispo de Kalocsa y Bács)
- Franjo Thauszy † (24 de enero de 1752-11 de enero de 1769 falleció)
- Ivan Krstitelj Paxy † (10 de septiembre de 1770-20 de diciembre de 1771 falleció)
- Josip Galjuf (Galyuff)† (14 de diciembre de 1772-3 o 5 de febrero de 1786 falleció)
- Maksimilijan Vrhovac † (10 de marzo de 1788-16 de diciembre de 1827 falleció)
  - Sede vacante (1827-1830)
- Aleksandar Alagović † (15 de marzo de 1830-18 de marzo de 1837 falleció)
- Juraj Haulík de Várallya † (2 de octubre de 1837-11 de mayo de 1869 falleció)
- Josip Mihalović † (27 de junio de 1870-19 de febrero de 1891 falleció)
  - Sede vacante (1891-1894)
- Juraj Posilović † (18 de mayo de 1894-26 de abril de 1914 falleció)
- Anton Bauer † (26 de abril de 1914 por sucesión-7 de diciembre de 1937 falleció)
- Beato Alojzije Viktor Stepinac † (7 de diciembre de 1937 por sucesión-10 de febrero de 1960 falleció)
- Franjo Šeper † (10 de febrero de 1960 por sucesión-20 de agosto de 1969 renunció)
- Franjo Kuharić † (16 de junio de 1970-5 de julio de 1997 retirado)
- Josip Bozanić, desde el 5 de julio de 1997